# William Henry Miller (architetto)

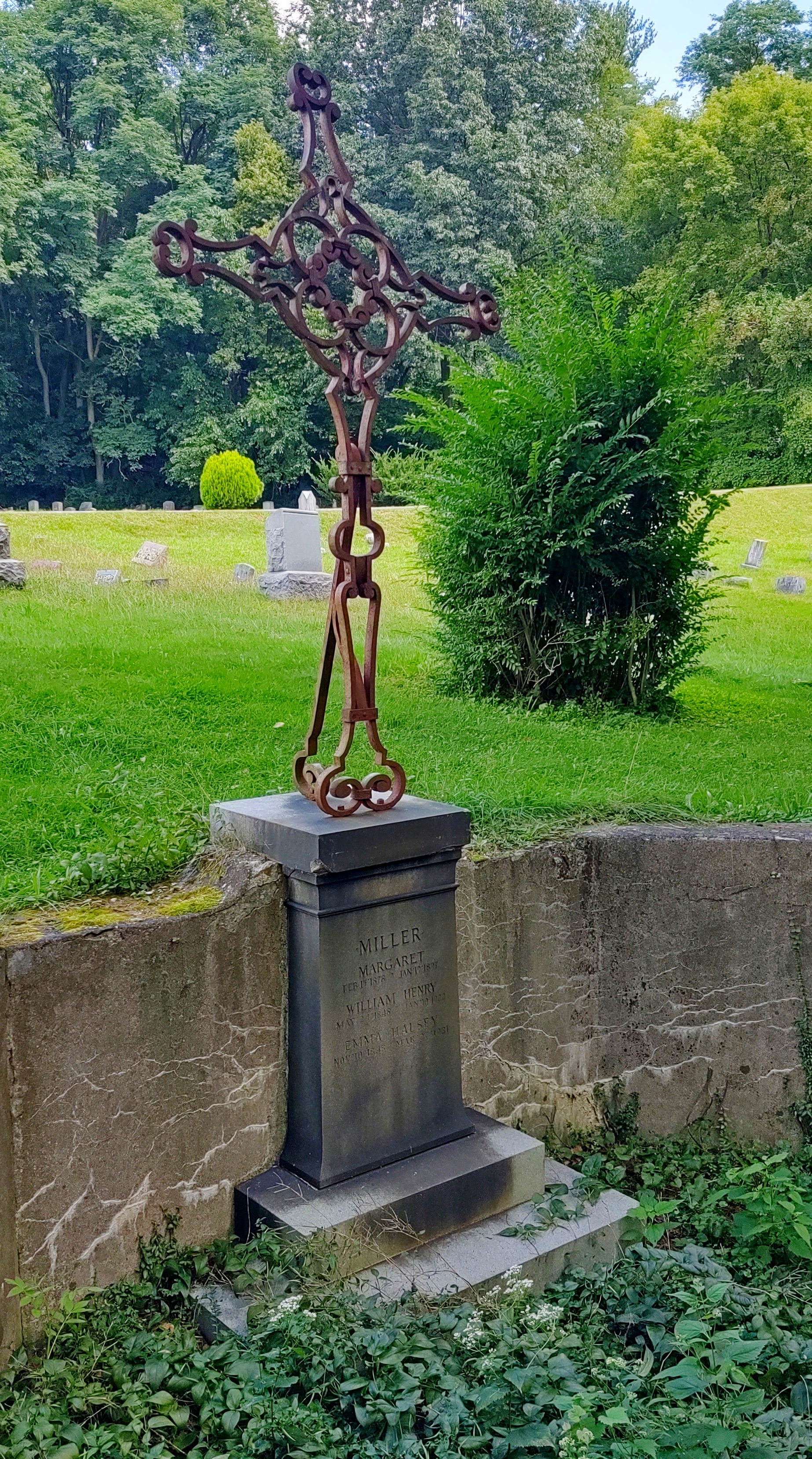
La tomba di William Henry Miller al cimitero di Lake View a Ithaca

William Henry Miller (Trenton, 24 maggio 1848 – 10 gennaio 1922) è stato un architetto statunitense. Operò soprattutto nella città di Ithaca nello Stato di New York, progettando numerosi edifici dell'Università Cornell e diverse delle eleganti residenze della città.

## Biografia
Originario di Trenton nello Stato di New York, dove nacque nel 1848, frequentò tra il 1866 e il 1870 l'Università Cornell.
È sepolto al cimitero di Lake View a Ithaca.

## Opere
Alcune delle sue opere principali furono:
- Casa di Charles F. Blood (rimaneggiamento, 1873)
- Casa di Andrew Dickson White (1874)
- Casa Finch-Guerlac (rimaneggiamento, 1874)
- Casa Deke (1893)